# ナクサ

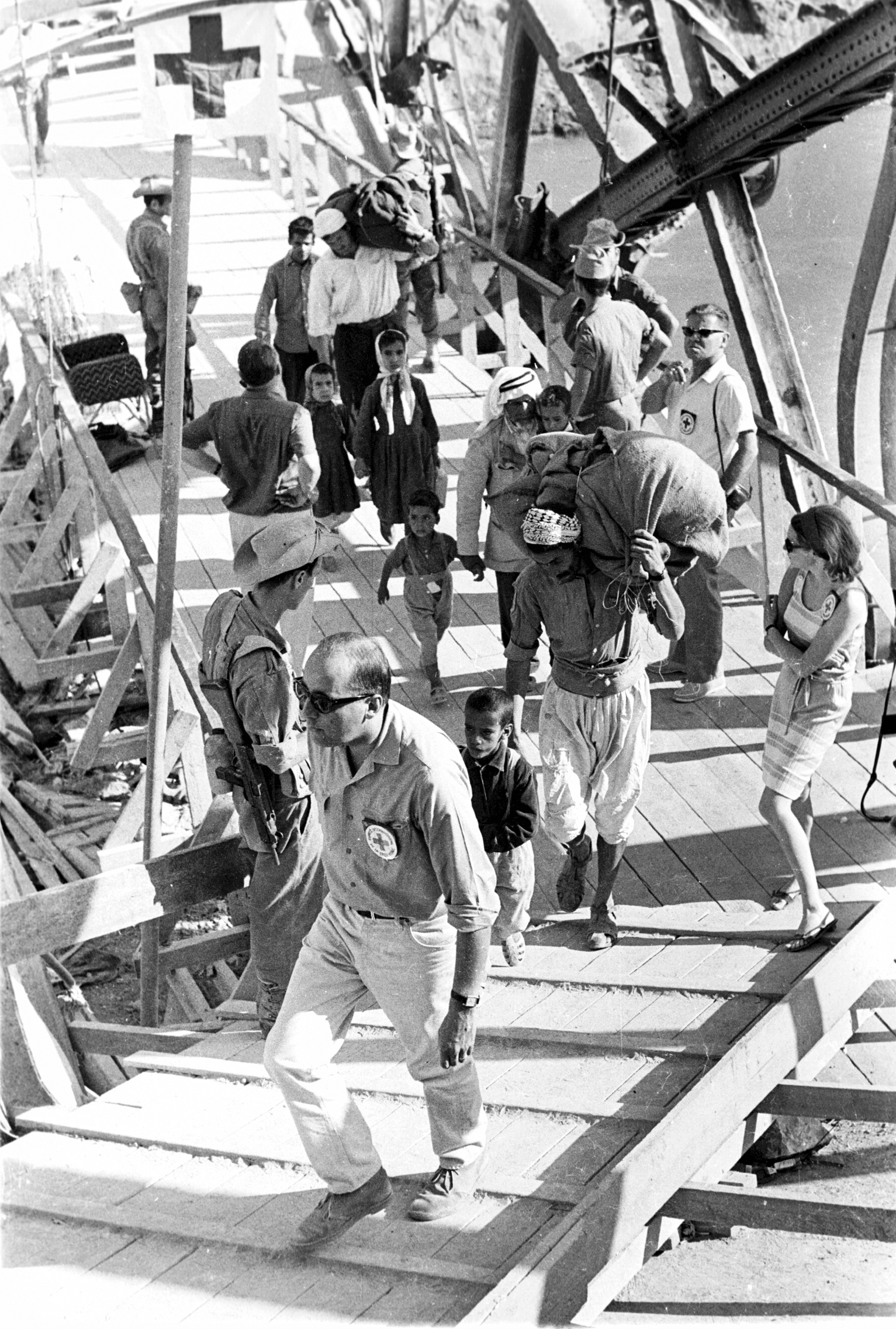
アレンビー橋を渡ってヨルダンに退避するパレスチナ避難民（難民）

ナクサ（アラビア語: النكسة、al-naksaまたはan-naksa、アン＝ナクサ、挫折、敗北または後退の意、英語: Naksa）とは、1967年の第三次中東戦争中およびその余波で、イスラエルが占領した領域から約28万人から32万5千人のパレスチナ人が退避を余儀なくされ、土地や故郷を追われたことを指し、これにはイムワス、ヤロ、バイト・ヌバ、スリト、ベイト＝アワ、ベイト＝ミルセム、シュユーフ、アル＝ジフトリク、アガリス、そしてフセイラトといった多数のパレスチナ村落の破壊や、アカバト・ジャベルおよびエイン・エッ＝スルタンの難民キャンプの「無人化」が含まれる。イスラエルが六日戦争と呼ぶ、第三次中東戦争そのものに対するパレスチナでの呼び方でもある。

## 概要
1948年の第一次中東戦争でイスラエルは旧イギリス委任統治領パレスチナの78パーセントの地域を把握し、残りの22パーセントはヨルダンとエジプトが統治していた。1967年6月にイスラエルがシリア、エジプト、ヨルダンを相手に戦った第三次中東戦争において、イスラエルはわずか6日でその残りの22パーセントのパレスチナ地域、つまり東エルサレムを含むヨルダン川西岸地区とガザ地区、そしてシリアのゴラン高原とエジプトのシナイ半島を掌握した。
同年12月までに、24万5千人がヨルダン川西岸地区とガザ地区からヨルダンに逃れ、1万1千人がガザ地区からエジプトに逃れ、11万6千人のパレスチナ人とシリア人がゴラン高原からシリアに逃れた。1967年以前は、全パレスチナ人の約半数が旧委任統治領パレスチナの境界内に住んでいたが、1967年以降は大多数が領域外に住むことを余儀なくされた。
1967年のパレスチナ難民のうち約14万5千人は、1948年の第一次中東戦争からの難民だった。

## 記念
ナクサは毎年6月5日にナクサの日として記念され、1967年の強制移動の出来事を思い起こす日となっている。